# Flavio Anastasia
Flavio Anastasia (ur. 30 stycznia 1969 w Mariano Comense) – włoski kolarz szosowy, wicemistrz olimpijski oraz mistrz świata.

## Kariera
Pierwszy sukces w karierze Flavio Anastasia osiągnął w 1991 roku, kiedy wspólnie z Andreą Peronem, Gianfranco Contrim i Lucą Colombo zdobył złoty medal w drużynowej jeździe na czas podczas mistrzostw świata w Stuttgarcie. W tym samym składzie drużyna włoska zajęła drugie miejsce na igrzyskach olimpijskich w Barcelonie w 1992 roku. Był to jego jedyny start olimpijski. Poza tym w 1991 roku był indywidualnym mistrzem Włoch, a w 1992 roku dwukrotnie stawał na podium etapów Wyścigu Pokoju, ale w klasyfikacji generalnej nie zajął miejsca w czołówce.